# MÁV-Baureihe Bamot
Die MÁV-Baureihe Bamot waren dieselmechanische Triebwagen der ungarischen Staatsbahn Magyar Államvasutak (MÁV) für den Schnell- und Eilzugverkehr auf nicht elektrifizierten Haupt- und Nebenstrecken. Die Fahrzeuge wurden von 1956 an beim Fahrzeughersteller Rába in Győr entwickelt und bis 1962 ausgeliefert.

## Geschichte
Die Triebwagen wurden für den leichten Nebenbahnverkehr bei der MÁV entwickelt und waren sowohl bei der MÁV als auch bei der GySEV eingesetzt. Es wurden nur zwei Fahrzeuge hergestellt.
Beide Fahrzeuge wurden bis ungefähr Ende der 1990er Jahre bei der GySEV eingesetzt. Der Bamot 701 ist erhalten geblieben und zählt heute zu den Museumsfahrzeugen der MÁV im Bahnpark Budapest.

## Technische Merkmale
Die Triebwagen hatten zwei unabhängige, unterflur angeordnete, Antriebsanlagen. Eine Antriebsanlage bestand zunächst aus dem Acht-Zylinder-Viertakt-Dieselmotor JH 13,5/17, einem Viergang-Wechselgetriebe und einem Stirnrad-Wendegetriebe. Mit Kardan-Gelenkwellen wurden die inneren Achsen der Drehgestelle angetrieben. 1967 stellte Rába die Triebwagen auf dieselhydraulischen Antrieb um. Es wurden zwei Dieselmotoren von MAN mit 180 PS Leistung bei 1800/min eingebaut, die ein Zweiwandlergetriebe antrieben.
Untergestell und Kasten bilden eine selbsttragende Leichtbaukonstruktion. Beide Fahrzeuge unterschieden sich durch die Anordnung der Führerstandaufstiege und durch die Ausrüstung mit oder ohne WC. Die angegebenen technischen Daten beziehen sich auf die Ursprungsvariante.

## Weitere Fahrzeuge mit der BezeichnungBamotder MÁV
Wegen des Ausbruchs des Zweiten Weltkrieges konnten drei Triebwagen von Ganz & Co., Budapest, die für eine Eisenbahngesellschaft in Argentinien bestimmt waren, nicht mehr ausgeliefert werden. Sie wurden von der MÁV übernommen und erhielten die Nummern 320-322. Die Triebwagen hatten die Achsfolge B'2' und erreichten eine Höchstgeschwindigkeit von 95 km/h. Sie besaßen zwei Führerstände. An den Führerstand, der sich über dem Triebdrehgestell befand, schloss sich ein Gepäckraum an. Die Fahrzeuge hatten einen mittleren Einstieg, von dem zu beiden Seiten die Fahrgasträume mit 34 und 48 Sitzplätzen sowie die Toiletten erreicht werden konnten.
Die Triebwagen hatten folgende technische Daten: Länge über Puffer 25.748 mm, Dienstmasse 40 t, Achslast 16,5 t. Der Wagenkasten war in Stahlskelettbauweise in Schweißtechnik hergestellt. Trieb- und Laufdrehgestelle entsprachen der Bauart Árpád. Die Triebwagen konnten durch Fernsteuerung zu mehrteiligen Triebwagenzügen verbunden werden. Der Verbleib der Fahrzeuge ist nicht bekannt.
Ebenfalls eingereiht wurden zwei Versuchstriebwagen aus dem Jahr 1966 von Ganz, Budapest, die die Betriebsnummern 201-202 erhielten. Sie hatten eine hydromechanische Kraftübertragung und die Achsfolge B'2'.
Ihre zulässige Höchstgeschwindigkeit betrug 100 km/h. Sie besaßen einen mittleren Einstieg, von dem die beiden Fahrgasträume mit je 24 Sitzplätzen zugänglich waren. Die Triebwagen hatten folgende technischen Daten: Drehzapfenabstand 16.800 mm, Achsstand im Triebdrehgestell 4.000 mm, Gesamtachsstand 19.010 mm, Länge über Puffer 24.215 mm, Dienstmasse 40,5 t, Reibungsgewicht 35 t und Achslast 17,5 t. Der Motor trieb ein hydromechanisches Dreigang-Getriebe an, dieses bestand im 1. Gang aus einem Strömungswandler, die anderen beiden Gänge wurden mechanisch geschaltet. Außer den angeführten technischen Daten existiert keine Beschreibungen. Der weitere Verbleib ist nicht bekannt.